# 塞埃
塞埃（/ˈθe/）是西班牙加利西亚自治区拉科鲁尼亚省的一个市镇。总面积约58km², 总人口7539人（2017年），人口密度131人/km²。

## 人口
| 塞埃历史人口变化图                                         |
|                                                            |
| 来源：西班牙国家统计局（1900-1991年，实际人口）（2000年-） |

## 政治
| 政党                             | 2011年 | 2011年 | 2015年 | 2015年 |
| 政党                             | %      | 议席   | 议席   | %      |
| 塞埃独立党（I X CEE）            | 37.27  | 5      | 5      | 31.88  |
| 加利西亚人民党（PP）             | 25.39  | 4      | 4      | 26.8   |
| 加利西亚民族主义集团（BNG）      | 23.22  | 3      | 1      | 8.87   |
| 加利西亚工人社会党（PSdeG-PSOE） | 11.92  | 1      | 2      | 16.43  |

## 图集

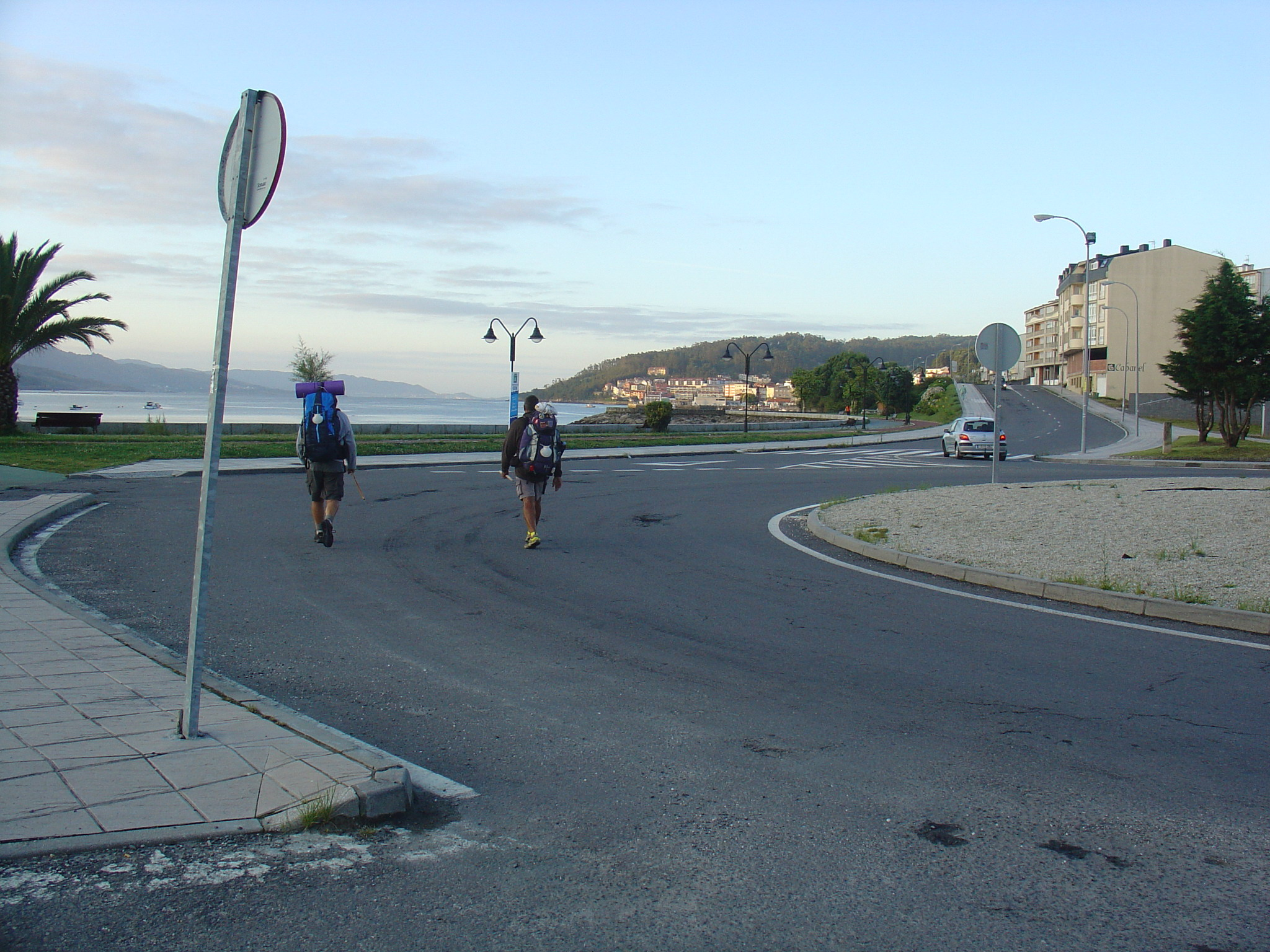
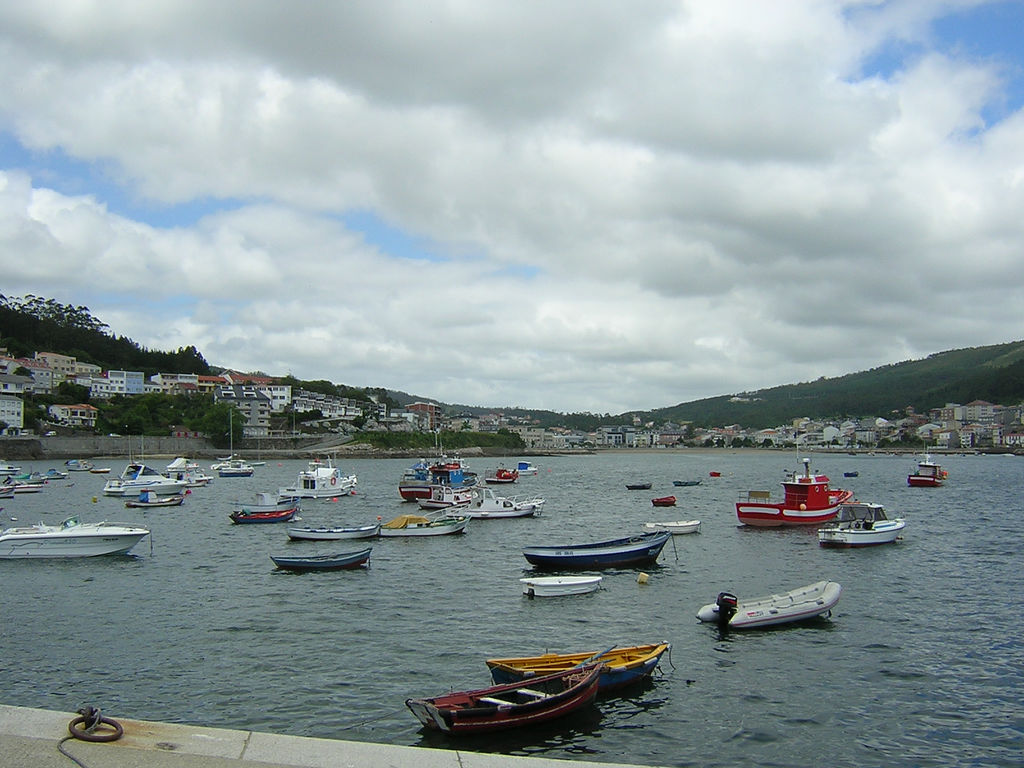
从科尔库维翁看塞埃
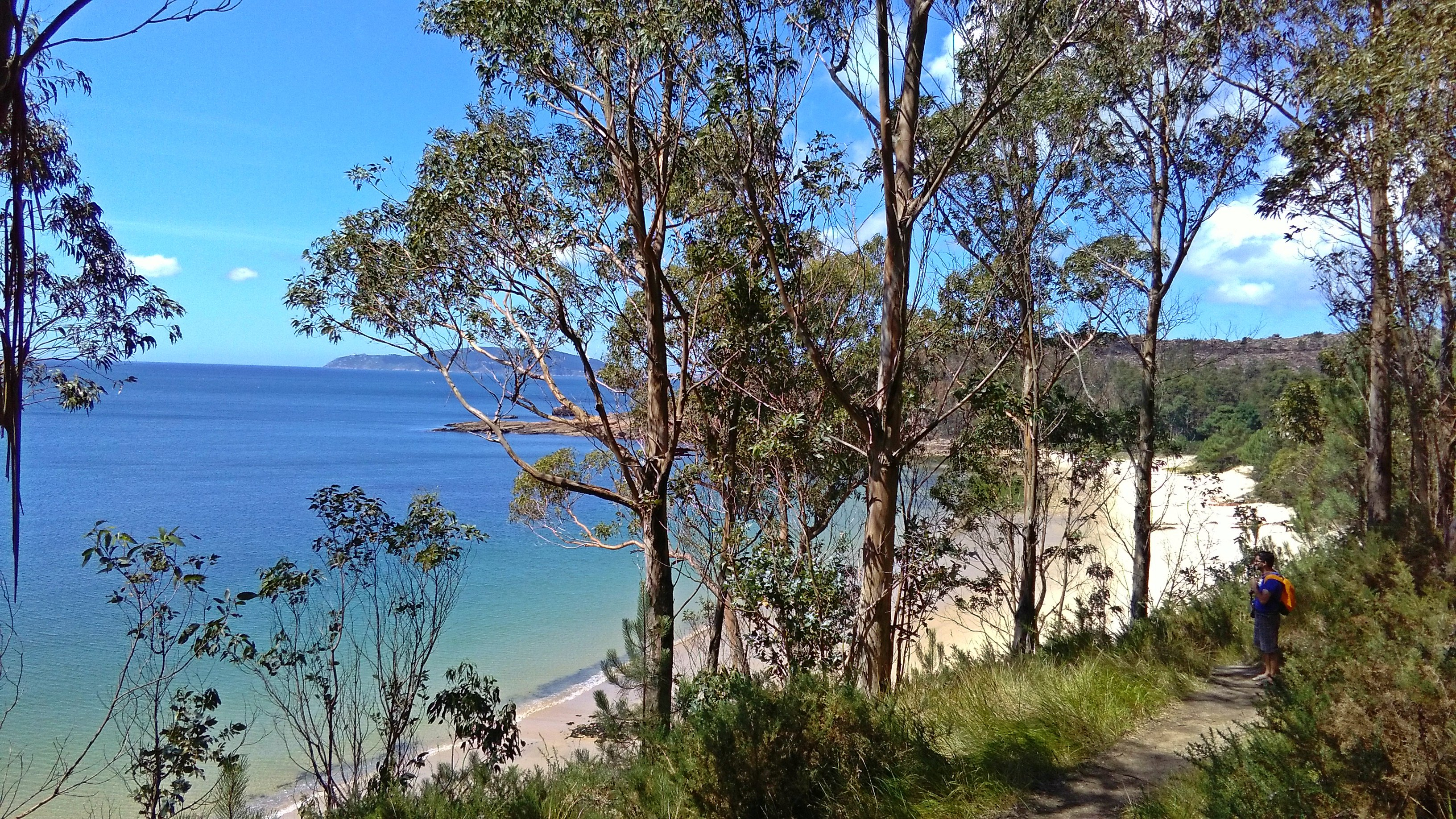
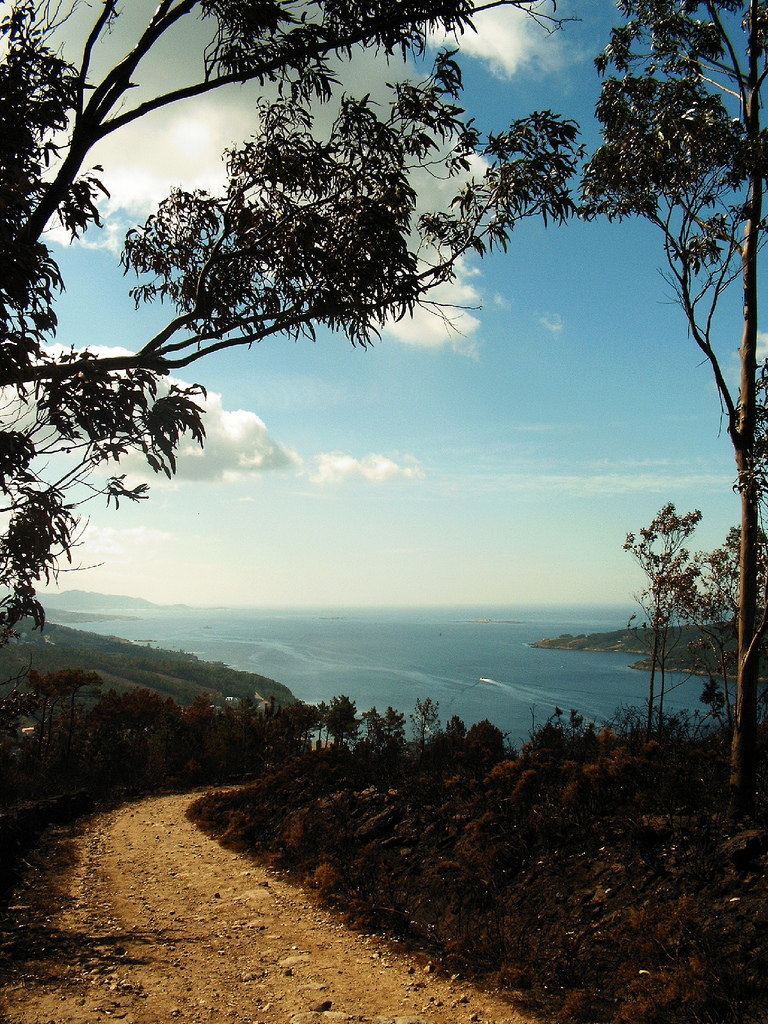